# Adama Diomandé
Valentin Adama Diomandé (Oslo, 14 de febrero de 1990), más conocido como Adama Diomandé, es un futbolista noruego que juega de delantero en el Holmlia SK.

## Selección nacional
Ha sido internacional con la selección de fútbol de Noruega; desde 2015 a 2017. Disputó 11 partidos, logrando anotar un gol y una asistencia.
También participó con la selección sub-23 de su país (en 2013), donde jugó 1 partido y no convirtió goles ni asistencias.
| Club           | Partidos | Goles |
| Noruega        | 11       | 1     |
| Noruega sub-23 | 1        | 0     |

## Clubes
| Club                  | País                   | Año           | Partidos | Goles |
| --------------------- | ---------------------- | ------------- | -------- | ----- |
| F. K. Lyn Oslo        | Noruega                | 2008-2010     | 3        | 0     |
| Skeid Fotball         | Noruega                | 2010          | 12       | 8     |
| IL Hødd               | Noruega                | 2011          | 28       | 14    |
| Strømsgodset IF       | Noruega                | 2012-2013     | 51       | 16    |
| F. K. Dinamo Minsk    | Bielorrusia            | 2014-2015     | 33       | 3     |
| Dubai C. S. C.        | Emiratos Árabes Unidos | 2015          | 0        | 0     |
| Stabæk IF             | Noruega                | 2015          | 26       | 25    |
| Hull City A. F. C.    | Inglaterra             | 2015-2018     | 64       | 8     |
| Los Angeles F. C.     | Estados Unidos         | 2018-2020     | 52       | 24    |
| Cangzhou Mighty Lions | China                  | 2021          | 4        | 1     |
| Al-Sailiya S. C.      | Catar                  | 2021          | 12       | 3     |
| Al-Arabi S. C.        | Catar                  | 2022          | 9        | 4     |
| Odds Ballklubb        | Noruega                | 2022          |          |       |
| Toronto F. C.         | Canadá                 | 2023          |          |       |
| KFUM-Kameratene Oslo  | Noruega                | 2024          |          |       |
| Holmlia SK            | Noruega                | 2025-         |          |       |
| Total carrera         | Total carrera          | Total carrera | 284      | 103   |

## Palmarés

### Títulos nacionales
| Título             | Club              | País           | Año  |
| ------------------ | ----------------- | -------------- | ---- |
| Tippeligaen        | Strømsgodset IF   | Noruega        | 2013 |
| Supporters' Shield | Los Angeles F. C. | Estados Unidos | 2019 |

### Distinciones individuales
| Distinción                | Año        |
| ------------------------- | ---------- |
| Jugador del mes de la MLS | Junio 2018 |